# SAVAWAY
SAVAWAY株式会社（サバウェイ、英: SAVAWAY Inc.）は、EC企業に対するクラウド・ASP型のECカートシステム・EC多店舗展開支援システム・EC広告支援サービスなどを提供する総合EC支援企業。
川連一豊が2004年に浜松で創業し2013年にNHN PlayArt株式会社の100%子会社となった。
2015年1月1日にテコラス株式会社（旧・株式会社データホテル）を存続会社とした経営統合を行い、株式会社SAVAWAYは消滅。2017年5月、会社分割にて、NHN SAVAWAY株式会社として設立し、2021年7月、株式会社イードの子会社として、商号をSAVAWAY株式会社に変更。

## 沿革
- 2004年
  - 7月 静岡県浜松市において川連一豊が個人で創業
  - 8月 資本金3百万円で有限会社SAVAWAYを設立（浜松市曳馬）
- 2006年
  - 10月 資本金10百万円へ増資。組織変更し、株式会社SAVAWAYとなる
- 2007年
  - 6月 資本金40百万円へ増資
- 2010年
  - 4月 資本金115百万円へ増資
  - 10月 ISO27001（ISMS）認証取得
- 2011年
  - 2月 Globis Capital Partnersを引受先とし、資本金201百万円へ増資
- 2012年
  - 10月 中井健司が代表取締役社長に就任
  - 12月 本社を東京とし事業所を渋谷区笹塚に移転
- 2013年
  - 12月 NHN PlayArt株式会社の100%子会社となる
- 2014年
  - 1月 NHN PlayArt株式会社を引受先とし、資本金462百万円へ増資[5]
- 2015年
  - 1月 テコラス株式会社に吸収合併され解散
- 2017年
  - 5月 会社分割にて、NHN SAVAWAY株式会社として設立
- 2021年
  - 6月 株式会社イードの子会社として、商号をSAVAWAY株式会社に変更[4]

## 主要製品・サービス
- サバスタ
- SAVAWAY ペイメント
- SHOPSTAR[6]

## 事業所
- 本社 - 164-0012 東京都中野区本町1-32-2 ハーモニータワー17F階
- 大阪営業所 - 〒530-0002 大阪府大阪市北区曾根崎新地1-13-22 3階